# Leptolalax kajangensis
Leptolalax kajangensis är en groddjursart som beskrevs av Grismer, Grismer och Tim Youmans 2004. Leptolalax kajangensis ingår i släktet Leptolalax och familjen Megophryidae. IUCN kategoriserar arten globalt som sårbar. Inga underarter finns listade i Catalogue of Life.